# Manchon (vêtement)
Pour les articles homonymes, voir Manchon.

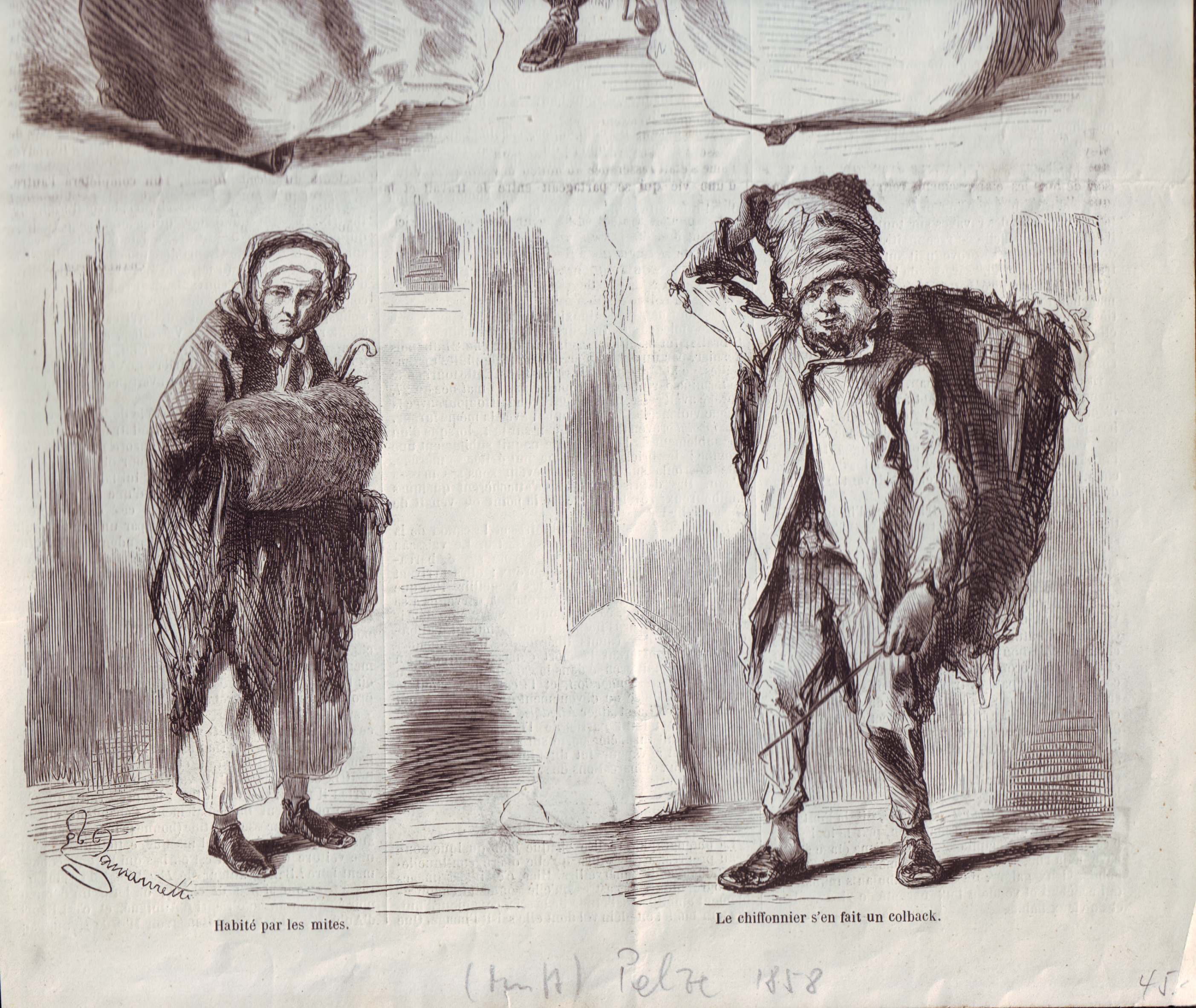
Illustration française de 1858 représentant une femme utilisant un manchon normalement et un homme qui en a détourné un pour s'en servir comme d'une coiffe.

Un manchon est une pièce de vêtement en forme de cylindre évidé qui sert à protéger les mains de son porteur contre le froid. Il est généralement recouvert de fourrure extérieurement.